# Тиосульфат свинца(II)
Тиосульфат свинца(II) — неорганическое соединение, 
соль металла свинца и тиосерной кислоты
с формулой PbSO3S,
бесцветные кристаллы,
не растворяется в воде.

## Получение
- Действие тиосульфата натрия на растворимую соль свинца:

{\displaystyle {\mathsf {PbCl_{2}+Na_{2}SO_{3}S\ {\xrightarrow {}}\ PbSO_{3}S\downarrow +2NaCl}}}

## Физические свойства
Тиосульфат свинца(II) образует бесцветные кристаллы
ромбической сингонии, пространственная группа P bca, параметры ячейки a = 0,71801 нм, b = 0,69197 нм, c = 1,61154 нм, Z = 8
.
Не растворяется в воде, р ПР = 6,4.

## Химические свойства
- Разлагается в горячей воде:

{\displaystyle {\mathsf {4PbSO_{3}S\ {\xrightarrow {100^{o}C}}\ PbS+3PbSO_{4}+4S}}}
- Растворяется в избытке тиосульфатов щелочных металлов:

{\displaystyle {\mathsf {PbSO_{3}S+3Na_{2}SO_{3}S\ {\xrightarrow {}}\ Na_{6}[Pb(SO_{3}S)_{4}]}}}